# NGC 5731
NGC 5731 (другие обозначения — IC 1045, ZWG 220.45, UGC 9460, KCPG 430B, MCG 7-30-47, IRAS14382+4259, PGC 52409) — спиральная галактика переходного типа в созвездии Волопаса на расстоянии 36,8 ± 1,29 Мпк. Имеет морфологический тип Sbc по Хабблу, SABcd по де Вокулёру.
Этот объект входит в число перечисленных в оригинальной редакции «Нового общего каталога».
Составляет взаимодействующую пару с галактикой NGC 5730, находящейся в 3 минутах к юго-западу.
16 сентября 2020 года в галактике (в 9,3′′ к востоку и 6,9′′ к югу от центра) зарегистрирована вспышка сверхновой типа SN IIn, получившей обозначение SN 2020tlf. Её особенностью является то, что звезда-предшественник, красный сверхгигант массой в 10—12 M⊙, наблюдалась в течение 130 дней перед моментом вспышки. Были зафиксированы интенсивные выбросы вещества и другая активность, демонстрирующая глубокие структурные изменения, которые испытывала звезда перед тем, как стать сверхновой. 